# 往事并不如烟 续篇
《往事並不如煙 续篇》，是中国作家章詒和的人物传记集。內容敘述沈雁冰（即茅盾）、沈钧儒、叶恭绰、洪深、左舜生、赵丹等人在1949年之后的往事回忆。

## 情节
（待补充）